# 車輪

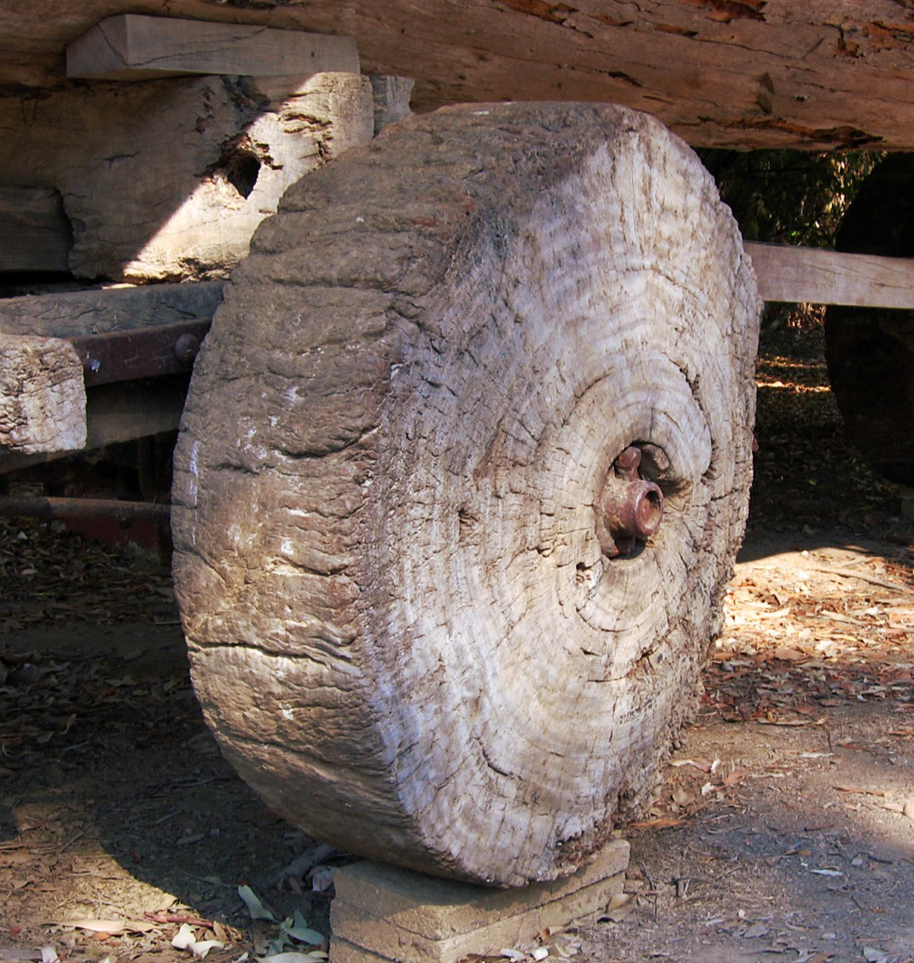
プリミティブな（原型的、素朴な）車輪

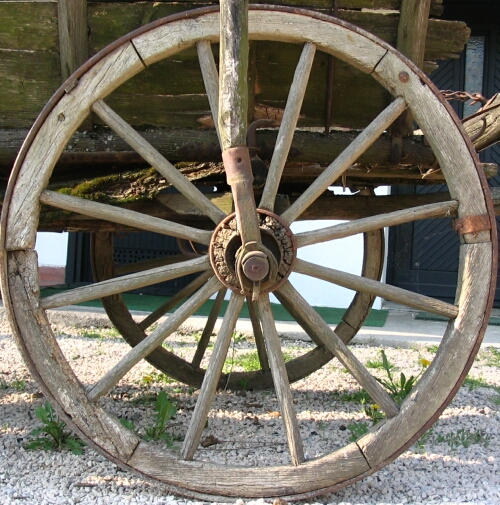
古い馬車の車輪。

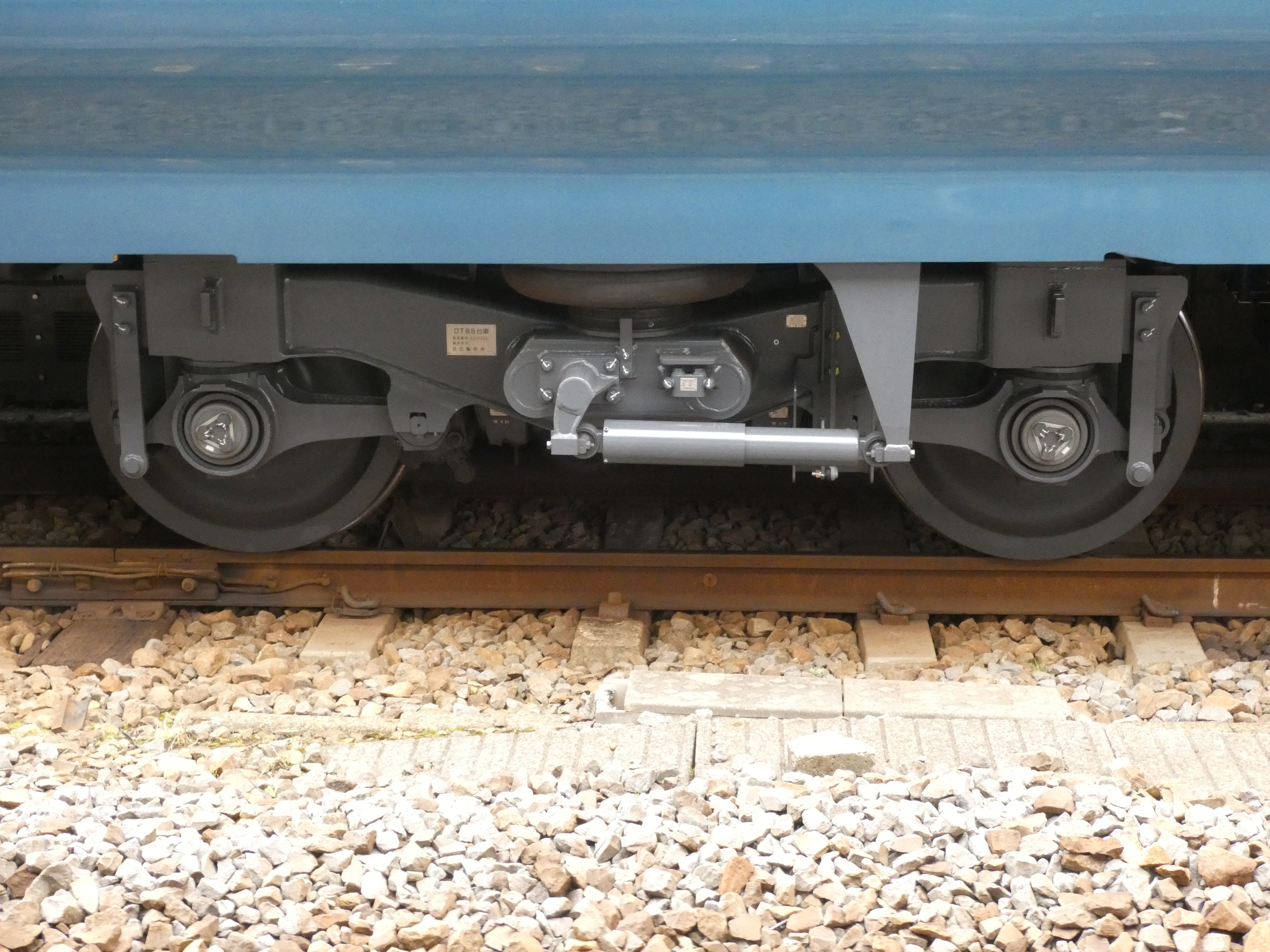
鉄道車両の車輪（輪軸）

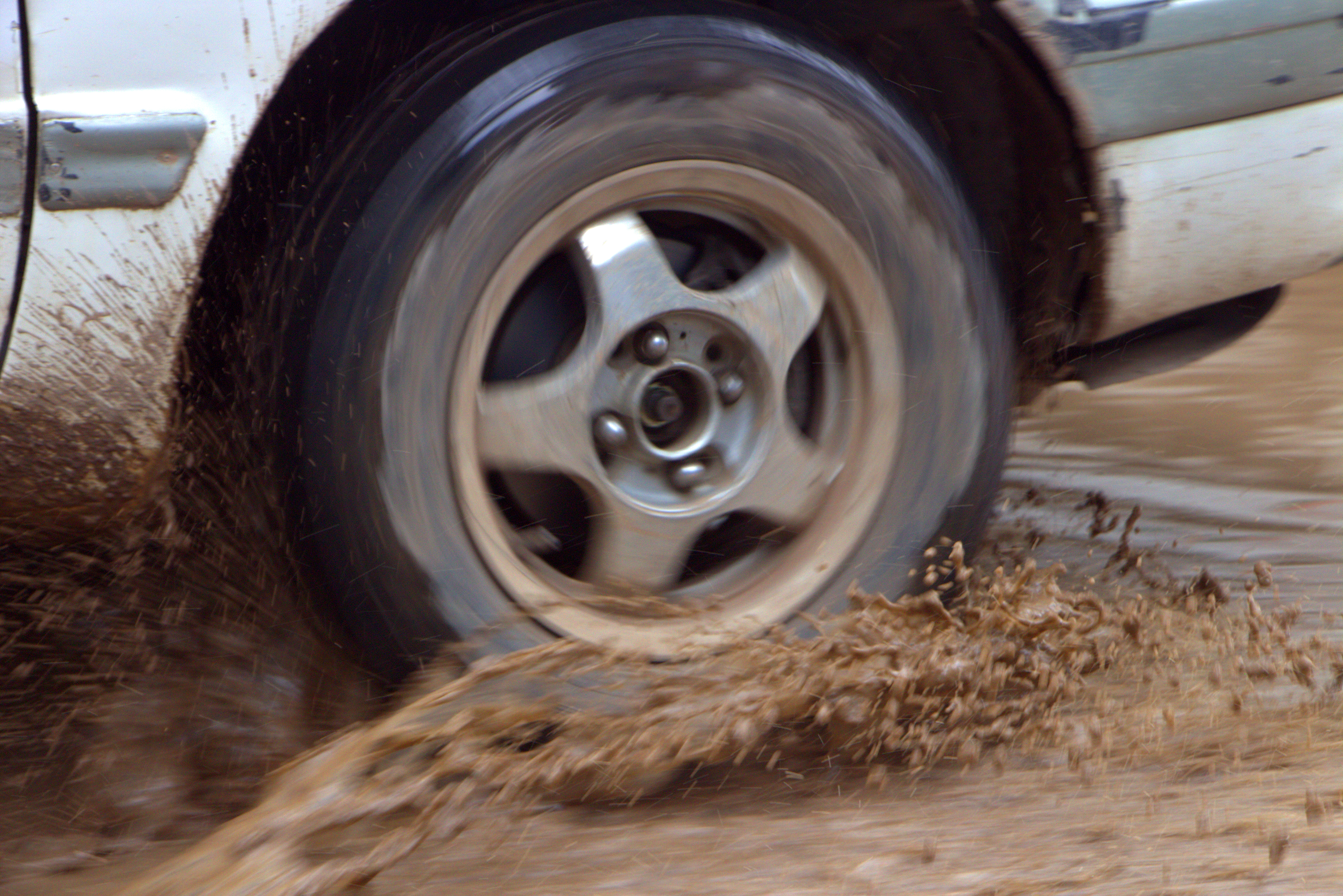
自動車の車輪

車輪（しゃりん、英: wheel）とは、車の輪。乗り物類の下にある円形の物体で、軸のまわりを回転し、地面上を容易に移動することを可能にする目的のもの。

## 概要
小さな力で車、乗り物類を移動させるために用いられる。
車輪は人類最古の重要な発明とされており、重量物を乗せて運ぶ橇と、その下に敷くころから発展したと考えられている。やがて橇の下にころが固定され、さらに車軸と回転部が分離して現在の形となった。
車輪が無いと、物を持ち上げつつ移動させるか、あるいは物を地面・床面に接触した状態で押したり引いたりしなければならない。前者の場合、持ち上げる（持ち上げ続ける）のに大きな力を要する。また後者の場合、すべり摩擦よりも大きな力で押したり引いたりしなければならなくなる。一方、車輪にはたらく摩擦は「転がり摩擦」で、これはすべり摩擦よりも遥かに小さく、遥かに小さな力で押す（引く）だけで移動させることができる。たとえば、普通自動車（おおむね1トン超）でも、ブレーキさえ解除していれば、成人男性1人で押せば動き出すほどに転がり抵抗は小さい。
一般的に言う「車輪」「ホイール」「ウィール」は接地しているタイヤ（ゴムや軟質の鉄などで出来ている）やチューブまで回転部分全てを指すが、分野や状況によっては区分される場合がある。自動車の分野では硬質の部分だけでも「wheel ホイール」と言う一方で、車輪の空転を示す用語として「ホイールスピン」は、接地しているタイヤを含みロードホイール全体を含む用語である。また逆に、ロードホイール全体を「タイヤ」という場合もある（テンパータイヤ、小説空飛ぶタイヤなど）。
Wheelのカタカナ表記は業界によって異なる、自動車やオートバイなどでは「ホイール」と呼ばれ、スケートボードやローラースケートでは「ウィール」と記述される。アメリカのミニカーのHotWheels（ミニカーの商標）は日本での代理店により揺らぎが有り、『ホットホイール』や『ホットウィール』と呼ばれている。
なおピラミッドの石材は、丸い材木（ころ。軸の無い丸い木材）を下に敷いて運搬したとされているが、ころのほうの起源は新石器時代に遡ると考えられている。

## 歴史

### 起源と伝播
車輪の起源は、古代メソポタミアのシュメール人にあり、時期としては（一説では）紀元前3500年ころとされる。シュメールの車輪は、木製の円板に軸を挿したものだった。発明の時期に関しては、メソポタミア・ウバイド期の遺跡から轆轤から発展した車輪が出土していたり、紀元前3100年頃のスロベニア遺跡でも車輪が出土しているなど、いくつかの説が存在する。

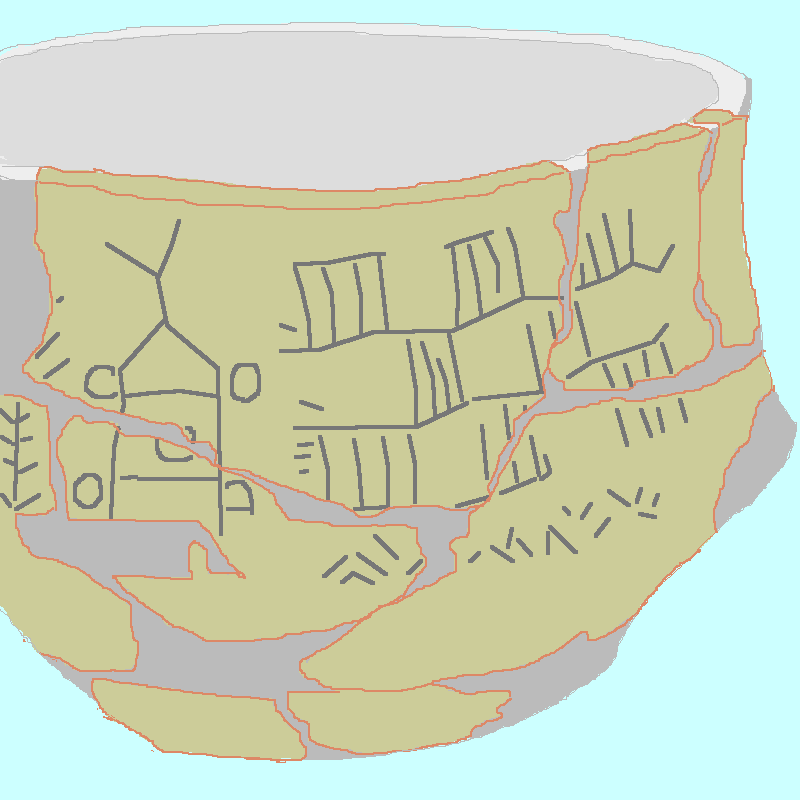
Bronocice potの図。ポーランドで出土、クラクフ考古学博物館蔵

なおポーランドの、個人のウェブページでは『「車輪のある乗り物」（ここでは四輪で軸が2つあるもの）と「思われる」最古の絵は、ポーランド南部で出土した紀元前3500年ごろのものと「思われる」 Bronocice pot に描かれたものだ』と主張された。
Gwynne Dyerの著書「War」の新版（2004年）によると、車輪は紀元前4千年紀にはヨーロッパや西南アジアに広まり、紀元前3千年紀にはインダス文明にまで到達した、といい、中国では紀元前1200年ごろには車輪を使った戦車が存在していたことがわかっている、という。一方、Barbieri-Low (2000) によれば、紀元前2000年ごろには中国に車輪つきの乗り物があったという。
ヌビアの古代遺跡では轆轤や水車が使われていた。ヌビアの水車は水汲み水車であり、牛を使って回していたと見られている。またヌビアではエジプトから馬に引かせる戦車も輸入していたことがわかっている。

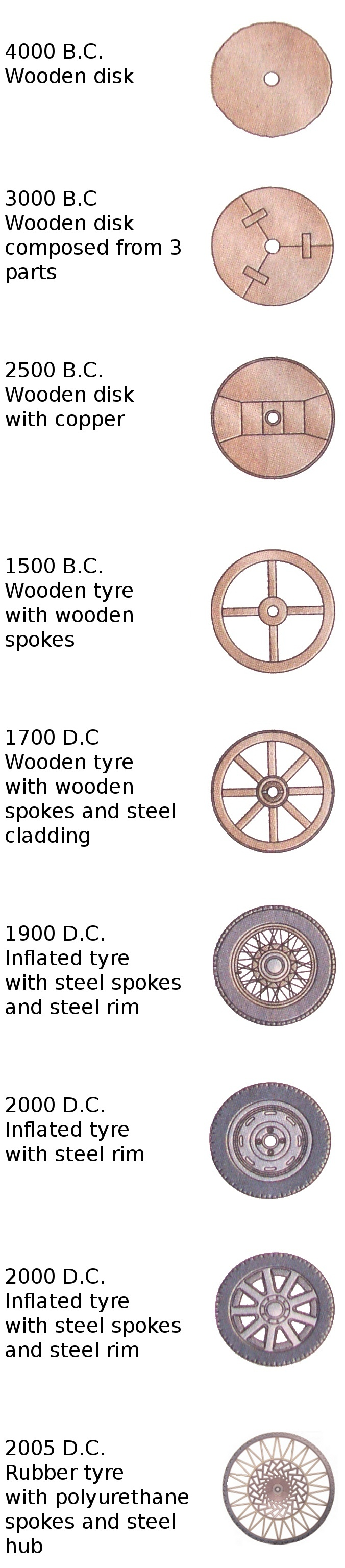
車輪の歴史

オルメカや他の西半球文化では、インカ文明まで含めて車輪を発明しなかったが、紀元前1500年ごろの子供用の玩具と思われる岩石製の車輪状の物体が出土しており、車輪の発明に近づいていたと見られている。これはマヤ文明においても同じで、車輪付きの動物土偶が出土したように車輪そのものは知られていたが、それが実用化されることはなかった。新大陸において車輪が実用化されなかったのは輓獣となる家畜の不在が原因のひとつであると考えられている。
車輪付きの乗り物は家畜に引かせて初めて威力を発揮する。メソポタミアにおける荷車の出現はロバの家畜化とほぼ同時期である。やがて紀元前24世紀に入ると、ドン川やヴォルガ川流域でロバに代わり馬に荷車を引かせはじめるようになった。
車輪が広く使われるようになるには、平坦な道路が必要だった。でこぼこ道では、人間が荷物を背負って運ぶほうがたやすい。そのため、平坦な道路がない未開発地域では、20世紀に入るまで車輪を輸送手段に使うことはなかった。日本では平安時代に牛車が使用されていたが、平安京のような平地の都市部のみの普及だった。地方では牛馬の背に荷物を載せて運搬する駄賃馬稼が一般的であったが、江戸時代に入ると人力による大八車やベカ車も使用されるようになった。馬車や人力車の普及は道路網が整備された明治以降だった。

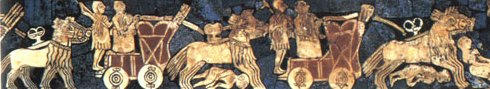
シュメール時代のオナガーに引かせた戦車の絵（紀元前2500年ごろ）

- ブロンズ製のシュメール式戦車。（紀元前2500年-2250年ころ。フランス、ルーブル美術館の展示品。）

### 車輪の発展
初期の車輪は木製の円盤であり、中心に車軸を通すための穴があった。木材の性質上、木の幹を水平に輪切りにしたものは強度がなく、縦方向に切り出した板を丸くしたものが必要だった。もし車輪を作れるだけの材が一本の木からとれなかった場合、三枚の半月形の板を作り、それを組み合わせて一枚の車輪とした。
地面からの衝撃を和らげるスポークのある車輪の発明に関しては、現在知られている最古の例はアンドロノヴォ文化のもので、紀元前2000年ごろである。そのすぐ後に、カフカース地方の騎馬民族が3世紀に渡ってスポークを使った車輪のチャリオットを馬に引かせるようになった。彼らはギリシア半島にも進出し、地中海の民族と交流した。ケルト人は紀元前1千年紀に戦車の車輪の外側に鉄を巻きつけることを始めた。
19世紀に入ると車輪に変化が訪れた。蒸気機関車の発明とともにその重さを支えるための鉄の車輪が発明され、鉄道などに用いられるようになった。
1870年ごろには、空気入りのタイヤと針金スポークの車輪が発明された。これは最初、そのころ発展しはじめた自転車に使用されたのち、19世紀末より普及し始めた自動車に使用されるようになり、これにより車輪の性能は大幅に向上した。
- テヘランのイラン国立博物館に展示されている、紀元前1000年以前のものと推定されている、スポーク式の車輪。（チョガ・ザンビールで出土）
- ペニー・ファージング型自転車の車輪。前輪だけが大きい。
- 近年の自転車の車輪。前後同じサイズ。

車輪の発明は輸送手段以外のテクノロジー一般にとっても重要だった。例えば、水車、歯車（アンティキティラ島の機械参照）、糸車、アストロラーベ、トルクエタムなどが車輪と関係が深い。さらに最近では、プロペラ、ジェットエンジン、フライホイール（ジャイロスコープ）、タービンなどが車輪を基本要素として発展していった。

## 構造と機能
車輪は物体を地表に押し付ける力があるとき、その物体を地表に沿って効率的に動かすことを可能にする機械（機構）である。
車輪と軸は常に組み合わせて使われ、軸に対して車輪が回転するか、本体内で軸が（車輪と共に）回転する。どちらにしても機構的には同じである。
車輪と軸を使う際の抵抗力が単に物体を引きずった場合よりも小さくなるのは次のように説明できる（摩擦を参照）:
- 摩擦を生じる接触部分にかかる垂直力は同じである。
- 軸が一回転することで車輪が一回転すると、軸の外周のぶんだけの摩擦距離で、車輪の外周のぶんだけ進むことになり、摩擦の生じる距離が大幅に小さくなる。
- 摩擦の生じる接触面が全て機構の中にあるため、地面との摩擦よりも摩擦係数をかなり低くできる。

摩擦面の摩擦を低減するのに軸受が使われる。最も単純な最古の軸受は単なる丸い穴で、そこに軸を通した（すべり軸受）。
例:
- 100 kg の物体を 10 m 引っ張るとする。摩擦係数 μ = 0.5 で、垂直力は 981 N とすると、なされる仕事（必要とされるエネルギー）は「仕事 = 力 × 距離」なので、981 × 0.5 × 10 = 4905 ジュールである。
- ここで同じ物体に4つの車輪をつける。4輪と軸の間の垂直力は以前と（合計では）同じで 981 N である。車輪と軸が木製だとして、その摩擦係数を μ = 0.25 と仮定する。車輪の径を 1000 mm、軸の径を 50 mm とする。これを 10 m 移動させるとすると、摩擦面がこすられる距離は 0.5 m となる。したがってなされる仕事は 981 × 0.25 × 0.5 = 123 ジュールである。したがって、物体を直接ひきずる場合の 1/40 で済む。

追加のエネルギーが車輪と地面の接触で失われる。これは主に変形損失であり、転がり抵抗と呼ばれる。
地面の凸凹に対して車輪の径が十分大きければ、不規則な地面の上を楽に移動出来るという利点もある。
車輪単体は機械とは言えないが、軸や軸受と組み合わせることで、輪軸という単純機械になる。車両の車輪も輪軸の一例である。

## 車輪の素材
- 木材
- 竹材
- 石材
- 鋼（鉄合金）
- アルミニウム合金
- マグネシウム合金
- チタン合金
- プラスチック
  - ポリウレタン
- 炭素繊維強化プラスチック（カーボン）

## 車輪の要素
- キャストホイール
  - ディスクホイール
  - コムスターホイール
- スポークホイール
  - リム
  - スポーク
  - ハブ

構成要素
- 車軸
- リム (機械)
- 車輪軸
- 固定車軸
- 輪軸
- ベアリング
- センターロックホイール
- ホイール - スチールホイール、アルミホイール、マグネシウムホイール
- サスペンション - 車軸懸架、独立懸架、可撓梁懸架
- ブレーキ - ドラムブレーキ、ディスクブレーキ

## 自動車用ホイール

### 形状
意匠分類上は以下のような形状に分類される。
- 放射状 - ホイールのリム内側ディッシュ部分が放射状[23]
- うず巻き状 - ホイールのリム内側ディッシュ部分がうず巻き状[23]
- ディスク状 - ホイールのリム内側ディッシュ部分が平らかな板状[23]
- メッシュ状 - ホイールのリム内側ディッシュ部分がメッシュ状[23]

### 取り付け規格
一般的には4穴、5穴等のボルト、ナット仕様が多い。レーシングカーやポルシェ、フェラーリ、ランボルギーニ、マクラーレンなどの中でも、極一部のスーパースポーツカー、ハイパーカーには迅速にタイヤ交換が可能なセンターロック仕様もある。

### サイズ表記・規格
例えば「16×7J 5H PCD100 +38」と表記されていた場合
- 「16」外径…16インチ
  - ビード当たり面の直径をインチで表す。
- 「7」リム幅…7インチ
- 「J」フランジ形状。リム面からフランジ頂部までの高さ、フランジの厚さ、フランジのビード当たり面の半径で分類。
  - 乗用車で一般的な形状（高さ / 厚さ / 半径。単位 mm）
B = 14.0 / 10 / 7.5
J = 17.5 / 13 / 9.5
JJ = 18.0 / 13.0 / 9.0
K
  - トラックで一般的な形状[24]
B、F、E、GS、J、JJ、K、S、SW、SWA、T、V　※形状記号の後にSDCが付いた場合はサイドリング付き(Semi Drop Center rim)
  - 特殊自動車・農機で一般的な形状[25]
A、B、D、E、F、G、I、J、JA、JJ、K、LB、MT、P、R、S、SP、SW、TG、V、W、WI
  - バイクで一般的な形状
J、K、MT、W　※形状記号の後にDTが付いた場合は2つ割りリム(Divided Type rim)
  - 自転車で一般的な形状
B/E、H/E、W/O
  - その他
 Lなど

乗用車用アルミホイールのフランジ形状には「J」が多いため、よく目にするこの記号をリム幅の単位だと勘違いし、例えば、フランジ形状「K」の純正スチールホイールを「14×5.0J」と呼んだり、幅広ホイールに対して「J数が大きい」と表現するなどは、すべて誤用である。
- 「5H」取付ボルト穴…5穴　3穴～12が用いられている。重量や負荷が大きい車両ほどボルト数が多く、直径が太くなる。
- 「PCD」取付穴間径…100 mm
  - 「PCD」とは「Pitch Circle Diameter」の略。（日本の乗用車では100 mm、110 mm、114.3 mm(4.5インチ)が一般的で、外国車には101.6 mm(4インチ)などもある。複数の径に対応したマルチPCDホイールもある。）
- 「+」インセット（日本国内での旧称はプラスオフセット）。ハブ面からリム（タイヤ幅）中心までの距離…プラス方向（車両内側）に38 mmの意味。ETと表記するメーカーもある（単位はmmで、ドイツ語の「Einpresstiefe」の略で英語のOffsetと同義）。
  - リム中心がハブ面の内側に入ることをインセット、逆にリム中心がハブ面より外側に出ることをアウトセット（日本国内の旧称はマイナスオフセット）という。

詳しくは、スチールホイール、アルミホイールを参照。
- トヨタ・プリウス（2004）のリアホイール
- F1のセンターロック式ホイール
- 自動車用ホイール
- ダイハツ・ハイゼット（2022）カーゴのフロントホイール

## 様々な車輪
- 新幹線0系電車の車輪
- 火星探査機キュリオシティの車輪
- メカナムホイール（英語版）を用いた移動ロボットURANUS
- 不整地を走るためのドレッドノートホイール（英語版）を用いたトラクター
- Pedrail wheel（英語版）
- 無限軌道を用いたトラクター
- ボーイング747の車輪の断面

## 車輪が得意とする場所、苦手とする場所

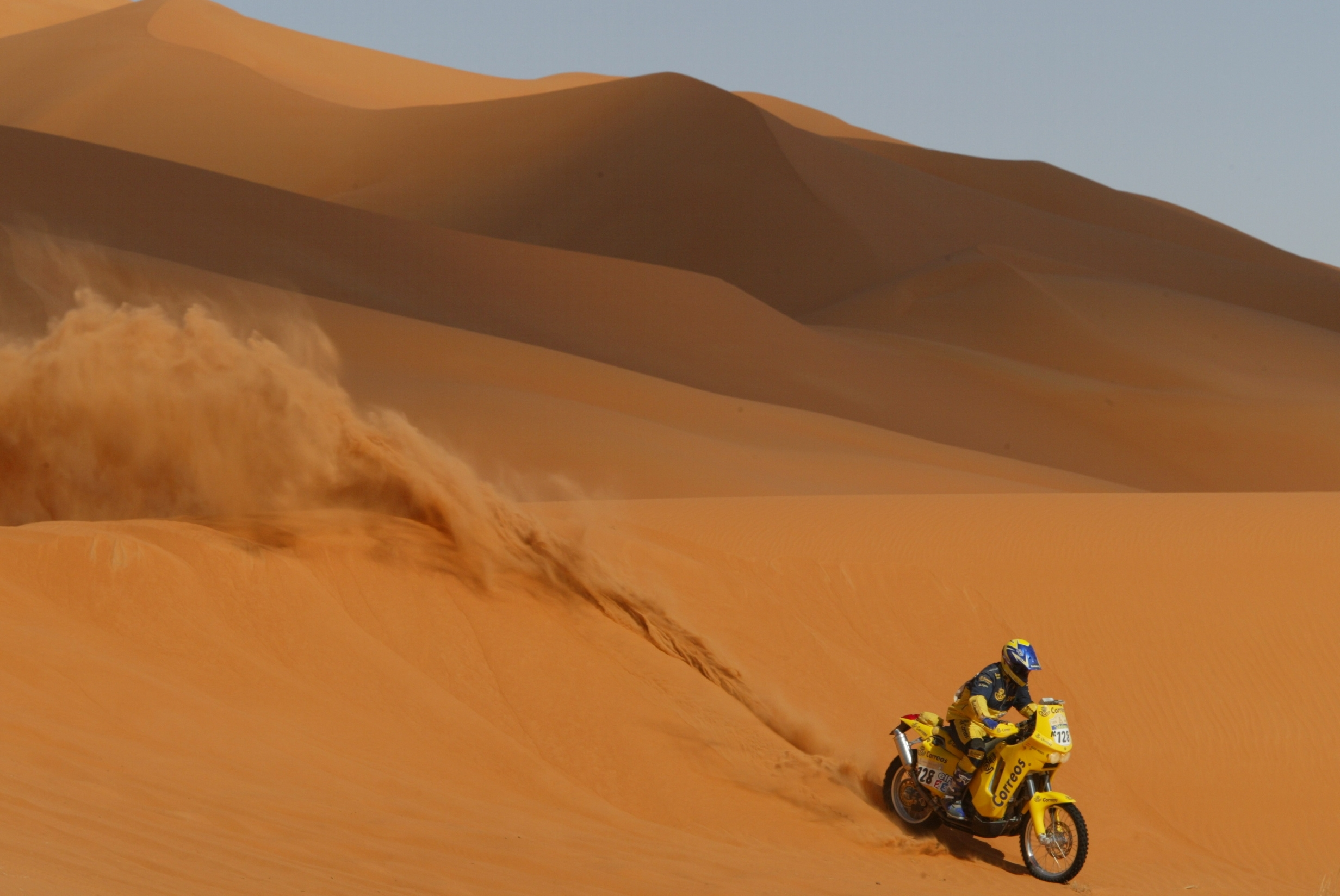
砂漠での車輪の使用。（ダカールラリー）

車輪はものを移動させる方法として広く使われている。ただし、向く場所（得意とする場所）、向かない場所（苦手とする場所）がある。
舗装された面、鉄道の上面、硬い地面、平らでなめらかな床面などはよく転がり、車輪に適している。
車輪の向かない場所というのは、雪原（積雪地）・湿地・泥道・砂漠・不整地・障害物がころがっている道、などである。
車輪が苦手な場所で、車輪の代わりに使われるものには次のようなものもある。
- 不整地 : 徒歩、ウマ（乗馬）、無限軌道（ただし実際には機構の一部として車輪が使われている）。ホバークラフトも。
  - 近年では、四足歩行ロボットも（たとえばボストン・ダイナミクスのSpotなど）。あるいは二足歩行ロボット。
- 雪原 : ソリ（手押しの橇、犬ぞりなど）。スノーモビル（ただしゴムの無限軌道が使われていて、車輪も組み込まれている。）

## 象徴としての車輪
車輪には文化的な意味もあり、チャクラ、転生、陰陽などといった周期や規則的繰り返しの神秘的暗喩という側面もある。そのため、地形が険しくて不向きということもあり、チベットではかつて車輪つきの乗り物が禁じられていた。
翼付きの車輪は進歩の象徴であり、パナマの国章や Ohio State Highway Patrol のロゴなど、様々な場面で見られる。
スポークのある車輪（チャリオット）は青銅器時代中期に登場し、一種の権威を象徴するようになった。太陽十字は原始宗教によく見られるが、これは太陽神がチャリオットに乗るようになったという技術革新を表したものと言われている。
インドの国旗に見られる車輪は糸車と言われているが、法（ダルマ）を表しているとも言われる。ロマの人々の旗にも車輪が使われているが、これは彼らがインドを起源とすることと、流浪の歴史を現しているという。

ロマの旗

### 車紋
日本の家紋の一種に車輪を文様化した図案化した車紋（くるまもん）が存在する。
使用家の代表格としては徳川四天王として活躍した榊原家や同じく大名の生駒家の車紋が挙げられる。

源氏車
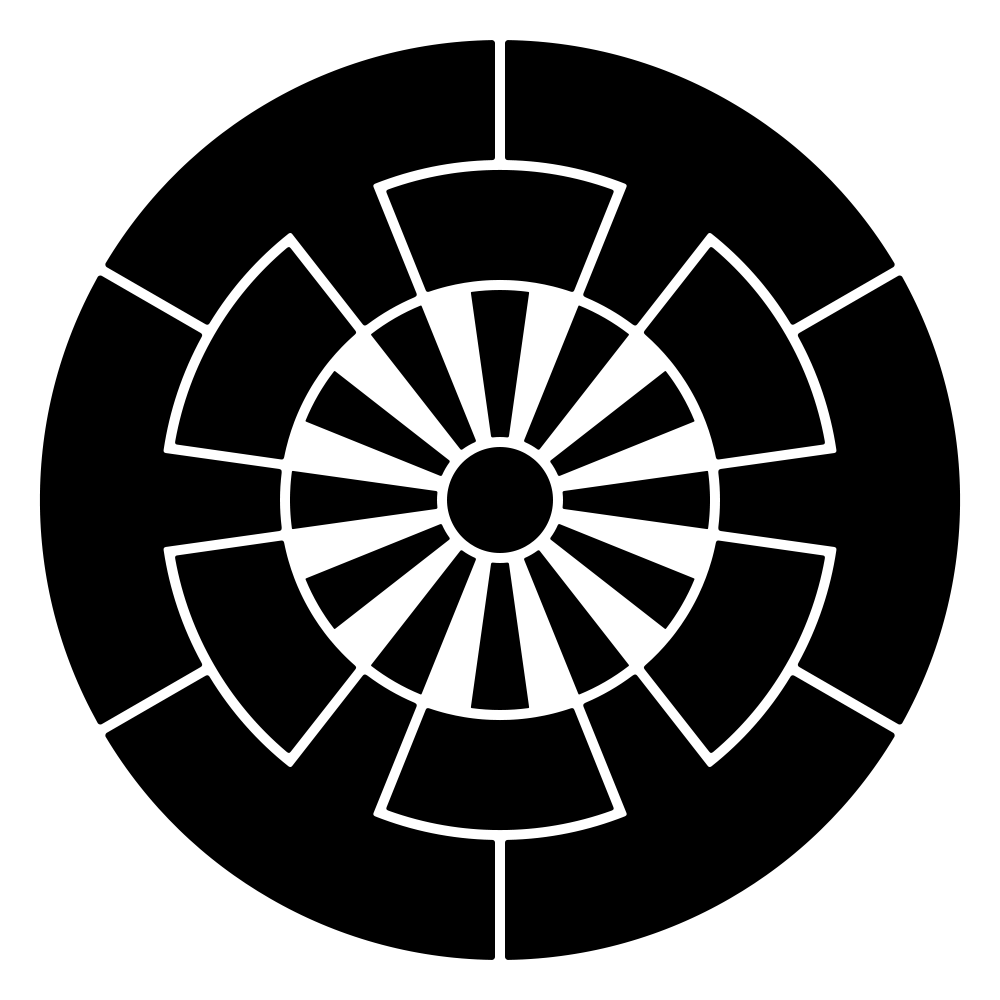
榊原源氏車